# Incidente ferroviario di Filattiera
L'incidente ferroviario di Filattiera fu uno scontro frontale tra il treno merci 5777 e il treno merci 6652 avvenuto il 4 ottobre 1953 sulla Ferrovia Pontremolese, in corrispondenza della stazione di Filattiera.

## Dinamica dei fatti
Alle ore 4:02 del 4 ottobre 1953 il treno merci 5777 proveniente da Fidenza, che avrebbe dovuto incrociare a Pontremoli il treno merci 6652 proveniente da S. Stefano di Magra, a causa di un guasto ai freni era transitato dalla stazione anziché fermarsi e passando dalla successiva stazione di Scorcetoli, fischiando a distesa, aveva già raggiunto la velocità di circa 120 km/h. Venne diramato l'allarme via telefono: per Scorcetoli era troppo tardi; per Filattiera che era presenziata ma disabilitata era impossibile azionare gli scambi d'ingresso per deviare il treno fuori controllo. Il guardia blocco che presenziava la stazione di Filattiera si mise a correre incontro al treno 6652, agitando la lanterna rossa e con questo gli fece rallentare la corsa ma fu inutile perché sopraggiunse ormai a folle velocità il 5777. Il guardia blocco con un balzo di lato si mise in salvo, mentre le locomotive penetravano l'una nell'altra e i due treni si sfasciavano in un groviglio di lamiere, legni e materiali trascinando con sé anche i pali della linea elettrica di contatto i cui fili tranciati sprizzavano scintille e sfiammate. 
Pioveva a dirotto ma alcune parti dei treni si incendiarono. Accorse un abitante della casa vicina e insieme tentarono di portare qualche soccorso; trovarono il ferroviere Cecchinato, sbalzato a una ventina di metri, ormai morente e lo portarono al coperto. Estrassero anche il ferroviere Salati da un groviglio, anch'esso morto. Giunsero intanto i Carabinieri, i Vigili del fuoco assieme a squadre di operai per cercare eventuali superstiti tra l'immane ammasso di ferraglia e rottami d'ogni genere; dopo ore ed ore di lavoro estrassero dal groviglio di ferro e lamiere anche gli altri tre corpi. La linea rimase interrotta per alcuni giorni. La Domenica del Corriere dedicò al grave incidente la copertina del 18 ottobre 1953 disegnata da Walter Molino.

## I treni coinvolti
- Treno merci 5777 composto di una locomotiva elettrica E.636 e 45 carri cisterna vuoti[1].
- Treno merci 6652 composto da una locomotiva elettrica E.636 e 30 carri di vario tipo[1].

## Le vittime
Le vittime dell'incidente furono complessivamente 7 e tutti ferrovieri in servizio sui due treni. Sei trovarono la morte nell'urto: si trattava dell'aiuto macchinista Lionello Cecchinato, di 27 anni, da Verona; del macchinista Pietro Garzelli, di 53 anni, da Livorno e del conduttore Bruno Salati, di 42 anni, da Pontremoli che stavano sul 6652; dell'aiuto macchinista Mauro Casadio, di 29 anni, da La Spezia; del macchinista Mauro Bulli e del capotreno Giuseppe Aldrovandi, entrambi da Parma che erano sul treno 5777. Il capotreno Virgilio Portalupi, di 50 anni, da La Spezia fu ricoverato in gravissime condizioni, ma non sopravvisse
Rimasero feriti i due frenatori di coda di ambedue i treni che si lanciarono dal treno pochi istanti prima dell'urto: Amos Gruzza, da Parma, finito in fondo alla scarpata e Giuseppe Pasquali, da Pontremoli.

## L'inchiesta
L'inchiesta appurò che fino a Fornovo il treno aveva marciato apparentemente senza problemi; si era fermato nella stazione di Grondola-Guinadi ma dopo, lungo la discesa del Borgallo (Pontremoli) i freni non avevano più risposto quando il macchinista aveva cercato di rallentare. A Pontremoli si sarebbe dovuto fermare per incrociare il treno 6652 ma non riuscì a farlo e transitò a velocità elevata fischiando e causando l'allarme generale. La stazione di Filattiera era disabilitata dalle 22:15 alle 4:15 e funzionava solo da posto di blocco pertanto non era possibile azionare gli scambi in quanto le chiavi di sblocco non erano in possesso dell'agente di presenziamento; se azionato il deviatoio avrebbe potuto quantomeno limitare il disastro.